# Come cucinarsi il marito all'africana
Come cucinarsi il marito all'africana è un romanzo di Calixthe Beyala del 2000 pubblicato in italiano nel 2004.
La signorina Aissatù è follemente innamorata di un maliano purosangue e celibe, Suleymane Bolobolo, che vive con la madre e il loro animale domestico, una gallina. Per conquistarlo non bastano dolcezza e teneri baci, occorrono anche aromi tropicali che stregano e catturano. Mango selvatico, zenzero, marinata di spezie e zuppa di pesce scatenano torrenti di estasi e di eccessi sensuali... Grazie alle succulente ricette che chiudono ogni capitolo del libro, questo romanzo vivace e divertente suggerisce anche numerosi temi gastronomici cui ispirarsi.
Antonio Zoppetti definisce il libro "un divertentissimo romanzo inframezzato da ricette della gastronomia africana".